# الجشع الأمريكي
الجشع الأمريكي أو الطمع الأمريكي American Greed هو سلسلة أسبوعية اميركية تلفزيونية التي تبث على قناة CNBC. ويتم إنتاج البرنامج بواسطة شركة إنتاج كورتيس Kurtis Productions.
ويركز البرنامج على عرض قصص وراء بعض من أكبر جرائم ذوي الياقات البيضاء والشركات في الولايات المتحدة مثل وورلدكوم WorldCom، وتايكو Tyco International وهيلث ساوث HealthSouth.
بالإضافة إلى ذلك، تعرض السلسلة الوثائقية أيضا قصصا عن جرائم أكثر شيوعا، مثل الاحتيال في مجال التأمين، والقتل والاختلاس والسرقة الفنية، ومخططات بونزي وتزوير بطاقات الائتمان والسطو المصرفية، وغسيل الأموال، وسرقة الهوية والاحتيالات الطبية.
وشملت مواضيع السلسة الأخرى القصة الشهيرة لمزرعة موستانج في ولاية نيفادا وصعود وسقوط عصابة الصبي مدير فرقة لو بيرلمان. وتظهر أيضا برامج خاصة عن حياة اليهودي الأمريكي بيرني مادوف وراء القضبان، وكذلك تاريخ المال من الغوغاء أو جريمة منظمة.

## روابط خارجية
- الجشع الأمريكي على موقع IMDb (الإنجليزية)
- الجشع الأمريكي على موقع روتن توميتوز (الإنجليزية)
- الجشع الأمريكي على موقع كينوبويسك (الروسية)
- الجشع الأمريكي على موقع قاعدة بيانات الفيلم (الإنجليزية)